# Thollon-les-Mémises
 Thollon-les-Mémises  es una comuna y población de Francia, en la región de Ródano-Alpes, departamento de Alta Saboya, en el distrito de Thonon-les-Bains y cantón de Évian-les-Bains.
Su población en el censo de 1999 era de 593 habitantes.
Está integrada en la Communauté de communes du Pays d'Évian.